# Cavernocymbium
Cavernocymbium is een geslacht van spinnen uit de  familie van de Macrobunidae. 

## Soorten
- Cavernocymbium prentoglei Ubick, 2005
- Cavernocymbium vetteri Ubick, 2005